# Callidice (regina)
Callidice (in greco antico: Καλλιδίκη?, Kallidíkē) è un personaggio della mitologia greca, la regina dei Tesproti, che compare nel primo episodio della Telegonia, detto Tesprotide.
Sposa di Ulisse, concepì Polipete. 

## Mitologia
Odisseo accettò un esilio di dieci anni, stabilito da Neottolemo (figlio di Achille), che era stato chiamato a dirimere la contesa tra i padri dei Proci (in cerca di vendetta per la strage compiuta dall'eroe) e il re di Itaca. Quando (nell'XI libro dell'Odissea) Odisseo incontra l'anima di Tiresia, vecchio profeta che sapeva prevedere il futuro, essa gli predice che la sua fine giungerà lontano dal mare e gli dà istruzioni per placare l'ira di Poseidone. 
Secondo la Telegonia Odisseo giunse in Tesprozia e, una volta effettuati i sacrifici al dio del mare, incontrò Callidice, che, innamoratasi di lui, lo sposò e per trattenerlo gli offrì il regno e gli diede un figlio, Polipete.
Ci fu poi una guerra contro i Brigi, che avevano Ares dalla loro parte, ma Atena proteggeva Ulisse e Callidice impegnando Ares in altre battaglie; così continuò fino a quando Apollo li separò. I Tesproti vinsero e sconfissero sia i Brigi sia i loro alleati.
Quando Callidice morì, Ulisse fece ritorno ad Itaca lasciando il figlio Polipete sul trono di Tesprozia.

## Pareri secondari
Altre tradizioni affermano che Ulisse passò gli anni d'esilio non in Tesprozia, bensì in Etolia.